# Trisopterus
Genre
Trisopterus est un genre qui regroupe quatre espèces de poissons marins de la famille des gadidés qui se rencontrent dans le nord-est de l'Atlantique. Ces espèces ont la particularité de présenter un barbillon mentonnier bien visible.

## Liste des espèces
Selon FishBase (14 fev. 2016) et World Register of Marine Species (14 fev. 2016) :
- Trisopterus capelanus (Lacepède, 1800)
- Trisopterus esmarkii (Nilsson, 1855)
- Trisopterus luscus (Linnaeus, 1758) — tacaud commun (ou simplement tacaud)
- Trisopterus minutus (Linnaeus, 1758) — capelin, capelan de Méditerranée, capelan de l'Atlantique, capelan de France, petit tacaud